# Bank Polska Kasa Opieki
Bank Polska Kasa Opieki Spółka Akcyjna, comúnmente usado el nombre abreviado Bank Pekao S.A., es un banco universal con la sede central en Varsovia, Polonia. El banco italiano UniCredit posee el 53% de la compañía.

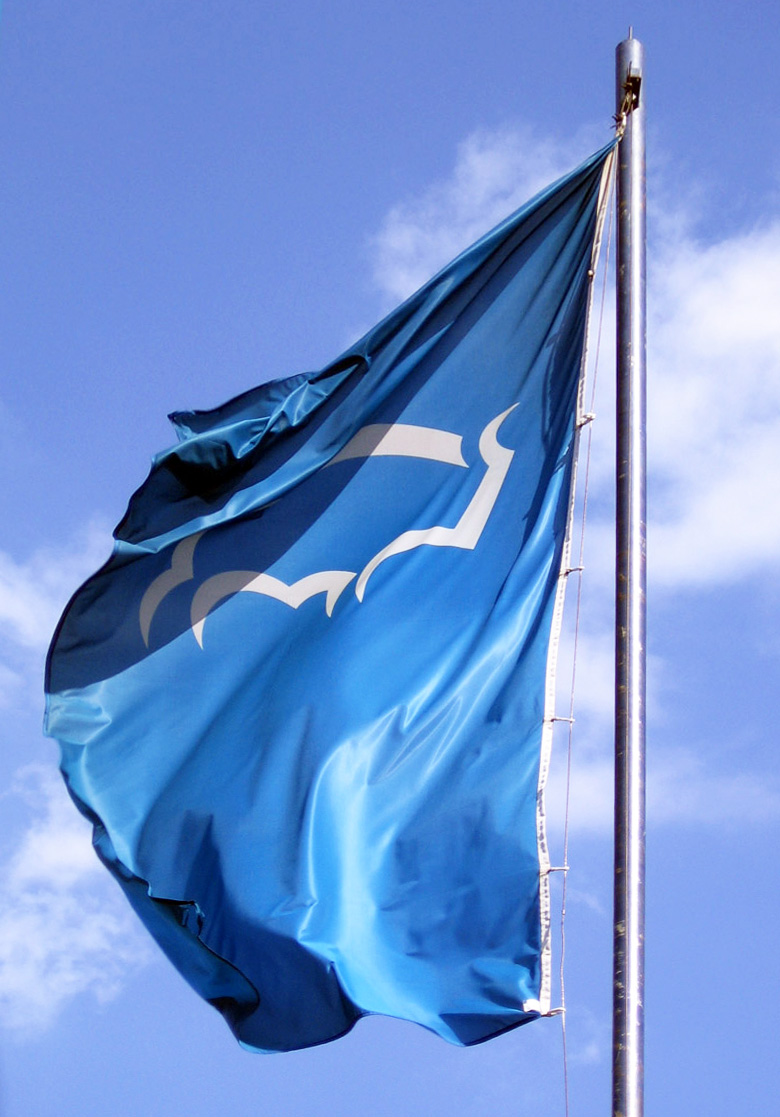
Bandera del Bank Pekao SA con su característico logotipo.

El banco fue fundado en 1929 por el Ministerio del Tesoro como un banco nacional, principalmente para proporcionar servicios financieros a polacos que vivían en el extranjero. En 1939 el banco tenía sucursales en virtualmente cada ciudad de países donde existían polacos residentes. 
El nombre completo "Polska Kasa Opieki" puede ser traducido literalmente como "Banco Polaco de Ayuda" (también puede ser traducido como "Fondo Polaco de Salud"), y la forma popular "Pekao" reproduce las el acrónimo "PKO."
Bank Pekao S.A. no debe ser confundido con otro gran y antiguo banco polaco, con idéntico acrónimo, PKO Bank Polski.